# 가쓰라노미야 미사히토 친왕
카츠라노미야 미사히토 친왕(일본어: 桂宮節仁親王 かつらのみや みさひとしんのう[*], 덴포 4년 11월 1일 (1833년 12월 11일) - 덴포 7년 3월 5일 (1836년 4월 20일))은 에도 시대 후기의 일본의 황족이다. 11대 카츠라노미야이다. 닌코 천황의 6황자이며, 어머니는 오기마치 사네미츠의 딸인 후지와라노 나오코이다. 아명은 모토노미야(幹宮)이다.
덴포 6년 (1835년)에 아버지 닌코 천황의 명으로, 카츠라노미야를 계승하였다. 덴포 7년 (1836년) 3월 4일에 친왕 선하를 받고, 미사히토로 이름을 바꿨으나, 다음날 (실제로는 같은 날) 4살의 나이로 사망했다. 법명은 뇨이호인(如意宝院)이다.
| 전임 카츠라노미야 타케히토 친왕 | 제11대 카츠라노미야 | 후임 카츠라노미야 스미코 내친왕 |